# Totalán (kommunhuvudort)
Totalán är en kommunhuvudort i Spanien.   Den ligger i provinsen Provincia de Málaga och regionen Andalusien, i den södra delen av landet, 400 km söder om huvudstaden Madrid. Totalán ligger 277 meter över havet och antalet invånare är 800.
Terrängen runt Totalán är kuperad, och sluttar söderut. Runt Totalán är det tätbefolkat, med 570 invånare per kvadratkilometer. Närmaste större samhälle är Málaga, 12,1 km väster om Totalán. Trakten runt Totalán består till största delen av jordbruksmark.